# Луэр, Карлайл
Карлайл Луэр (англ. Carlyle A. Luer, 23 августа 1922 — 9 ноября 2019,
Сарасота, Флорида, США) — американский ботаник, специалист по орхидеям.

## Жизнь
Карлайл А. Луэр работал хирургом общей практики в городе Сарасоте, штат Флорида. После 30 лет работы в 1975 году он оставил хирургию.
Луэр стал соучредителем Ботанического сада Мэри Селби в Сарасоте, обнаружил сотни новых разновидностей орхидей и был назначен старшим хранителем в Ботаническом саду города Сент-Луис в штате Миссури.
Мировой эксперт по плевроталлидам, Луэр со своей женой Джейн совершил множество экспедиций в Центральную и Южную Америку, чтобы изучить орхидеи, растущие в дикой природе.
Вернувшись из поездки домой, Луэр погружал собранные цветы в воду, а затем зарисовывал их карандашом, используя бинокулярный микроскоп. Если рисунок не соответствовал ни одной из его тысяч классифицированных рисунков, орхидея становилась новой разновидностью. Тогда такой рисунок он обводил чернилами.
Луэр описал более 1 500 новых разновидностей и 12 новых родов орхидей в 28 публикациях Ботанического сада Миссури. Он также является автором двух книг — The Native Orchids of Florida (Орхидеи Флориды) и The Native Orchids of the United States and Canada (Орхидеи Соединённых Штатов и Канады), изданных Нью-йоркским Ботаническим садом.
Луэр — коллекционер, собирал печати, книги и фарфор.